# Buuti Pedersen
Bodil Hansigne „Buuti“ Pedersen (* 26. August 1955 in Qaqortoq) ist eine grönländische Künstlerin.

## Leben
Buuti Pedersen ist die Tochter des Maurermeisters Poul Peder Pedersen und seiner Frau Konkordia Else Sofie Mariane Benjaminsen. Über ihre Mutter ist sie eine Großnichte des Künstlers Johan Markussen (1906–1994). Sie heiratete am 9. Mai 1992 in Lillerød den Oberassistenten Ole Gottschalck Jensen (* 1947), Sohn des Elektromechanikers Vagn Gottschalck und der Büroassistentin Ketty Elisabeth Jespersen.
Buuti besuchte 1973 die Kunstschule in Holbæk und von 1974 bis 1977 das Freizeitpädagogenseminar in Kopenhagen. Von 1977 bis 1982 war sie als Pädagogin in Grönland und Dänemark tätig. Von 1982 bis 1986 besuchte sie die Kopenhagener Schule für Gebrauchskunst. Erstmals stellte sie kurz darauf Kunst in Det Grønlandske Hus in Kopenhagen aus. Von 1991 bis 1992 leitete sie die grönländische Kunstwerkstatt Qiperoq in Kopenhagen. Ihre Werke wurden bis heute in Grönland, Dänemark, den Färöern, Island, Norwegen, Schweden, Finnland, Estland, Lettland, Frankreich und Deutschland ausgestellt.
Sie widmet sich hauptsächlich der Landschaftsmalerei. Sie arbeitet mit Aquarell-, Pastell- und Ölfarben. Ihre Gemälde sind meist naturgetreu, manche ihrer Werke aber auch abstrakt. Sie hat mehrere Gebäude in Grönland mit ihrer Kunst schmücken dürfen. Außerdem gestaltet sie seit 1995 regelmäßig Briefmarken für POST Greenland.

## Werke (Auswahl)
- Isbjørne og hvaler (Lithografie, 1987)[1]
- Fjeldræve (drei Pastelle, Hotel in Kangerlussuaq, 1987)[1]
- drei Ölgemälde, Botschaft in Riad (1987)[1]
- Landskab med fugle (Aquarell, Rathaus in Nuuk, 1988)[1]
- Indlandsbræ (Lithografie, 1988)[1]
- Storsøen ved Julianehåb (zwei Ölkreidezeichnungen, Sulisartut Højskoliat in Qaqortoq)[1]
- Abstrakt maleri (Gouache, 1988)[1]
- I luftens land (1988)[1]
- Julianehåbsfjorden (1993)[1]
- Dekoration im Katuaq in Nuuk (1995)[2]
- Forårstegn (Glasmalerei mit Betonskulptur, KNR in Nuuk, 1996)[1]
- Dekoration in der Grønlandsbanken in Qaqortoq (2009)[2]
- Dekoration im Gefängnis von Tasiilaq (2012)[2]
- Dekoration in der Kirche von Alluitsup Paa (2012)[2]
- Dekoration im Hotel Qaqortoq (2015)[2]